# Liste der Sieger bei PDC-Turnieren 2007
Die Liste der Sieger bei PDC-Turnieren 2007 listet zuerst alle Sieger bei den Major-Turnieren der Professional Darts Corporation auf. Im Weiteren werden die weiteren Turniersieger aufgelistet und Statistiken aufgezeigt.
←2006 2008→

## Turniersieger

### Major-Turniere
| Turnier           | Sieger                | Finalist              | Ergebnis | Format |
| ----------------- | --------------------- | --------------------- | -------- | ------ |
| Weltmeisterschaft | Raymond van Barneveld | Phil Taylor           | 7:6      | Sätze  |
| Masters of Darts  | Raymond van Barneveld | Peter Manley          | 7:0      | Sätze  |
| US Open           | Phil Taylor           | Raymond van Barneveld | 4:1      | Sätze  |
| Premier League    | Phil Taylor           | Terry Jenkins         | 16:6     | Legs   |
| UK Open           | Raymond van Barneveld | Vincent van der Voort | 16:8     | Legs   |
| Desert Classic    | Raymond van Barneveld | Terry Jenkins         | 13:6     | Legs   |
| World Matchplay   | James Wade            | Terry Jenkins         | 18:7     | Legs   |
| World Grand Prix  | James Wade            | Terry Jenkins         | 6:3      | Sätze  |
| Grand Slam        | Phil Taylor           | Andy Hamilton         | 18:11    | Legs   |

### Players Championships
Alle Ergebnisse wurden im Satzmodus ausgespielt.
| Turnier                               | Sieger                | Finalist              | Ergebnis |
| ------------------------------------- | --------------------- | --------------------- | -------- |
| Players Championship Gibraltar 1      | Raymond van Barneveld | Adrian Lewis          | 3:1      |
| Players Championship Gibraltar 2      | Andy Hamilton         | Colin Lloyd           | 3:1      |
| Players Championship Deutschland      | Raymond van Barneveld | Ronnie Baxter         | 3:1      |
| Antwerp Trophy                        | Terry Jenkins         | Colin Lloyd           | 3:1      |
| Open Holland Masters                  | Peter Manley          | James Wade            | 3:0      |
| Thialf Trophy                         | Roland Scholten       | Chris Mason           | 3:1      |
| Players Championship Hayling Island 1 | Terry Jenkins         | Wes Newton            | 3:0      |
| Players Championship Hayling Island 2 | John Part             | Mervyn King           | 3:1      |
| Players Championship Las Vegas        | Raymond van Barneveld | Terry Jenkins         | 3:2      |
| Bobby Bourn Memorial Trophy           | Phil Taylor           | Adrian Lewis          | 3:1      |
| Atlanta Players Championship          | Wayne Mardle          | James Wade            | 3:2      |
| Ireland Autumn Classic                | Denis Ovens           | Colin Osborne         | 3:0      |
| Windy City Open                       | Ronnie Baxter         | James Wade            | 3:1      |
| Players Championship Wales            | Raymond van Barneveld | Alex Roy              | 3:0      |
| Players Championship Irland           | Phil Taylor           | James Wade            | 3:0      |
| Players Championship Schottland       | Andy Smith            | James Wade            | 3:0      |
| Players Championship Kirchheim        | Wayne Mardle          | James Wade            | 3:1      |
| Killarney Pro Tour                    | Jelle Klaasen         | Vincent van der Voort | 3:2      |
| Players Championship Niederlande 1    | Phil Taylor           | Chris Mason           | 3:0      |
| Players Championship Niederlande 2    | Phil Taylor           | Raymond van Barneveld | 3:2      |

### UK Open Qualifiers
Bei den UK Open Qualifiern wurde ausgespielt, wer sich für die UK Open qualifiziert.
| Turnier                   | Sieger                | Finalist              | Ergebnis | Format |
| ------------------------- | --------------------- | --------------------- | -------- | ------ |
| North East Regional Final | Raymond van Barneveld | Roland Scholten       | 2:0      | Sätze  |
| South West Regional Final | Dennis Priestley      | James Wade            | 2:0      | Sätze  |
| Southern Regional Final   | Phil Taylor           | Wayne Mardle          | 2:0      | Sätze  |
| North West Regional Final | James Wade            | Terry Jenkins         | 2:0      | Sätze  |
| Midlands Regional Final   | Andy Hamilton         | James Wade            | 2:0      | Sätze  |
| Welsh Regional Final      | James Wade            | Raymond van Barneveld | 8:7      | Legs   |
| Irish Regional Final      | Raymond van Barneveld | Kevin McDine          | 8:2      | Legs   |
| Scottish Regional Final   | James Wade            | Ronnie Baxter         | 8:2      | Legs   |

### Sonstige
Zusätzlich gab es ein paar wenige Turniere, die außerhalb der obengenannten Turnierserien ausgetragen wurden.
| Turnier                  | Sieger             | Finalist              | Ergebnis | Format |
| ------------------------ | ------------------ | --------------------- | -------- | ------ |
| La Skretch Montreal Open | John Part          | Darin Young           | ?:?      | ???    |
| West Tyrone Open         | Lionel Sams        | Ray Farrell           | 8:4      | Legs   |
| Open Holland             | Michael van Gerwen | Colin Osborne         | 3:1      | Sätze  |
| South African Masters    | Phil Taylor        | Raymond van Barneveld | 8:6      | Legs   |
| Gleneagle Irish Masters  | Mark Walsh         | Vincent van der Voort | 6:5      | Legs   |
| German Championship      | Phil Taylor        | Denis Ovens           | 4:1      | Sätze  |

### Qualifikationen zur Weltmeisterschaft
Um die Internationalität des Wettbewerbs und Spieler aus Ländern mit weniger Dartskultur und Frauen zu fördern, werden diverse Qualifikationsturniere für die World Darts Championship ausgetragen.
Alle Ergebnisse wurden im Legmodus ausgespielt.
| Turnier                          | Sieger            | Zweitplatzierter | Drittplatzierter | Viertplatzierter |
| -------------------------------- | ----------------- | ---------------- | ---------------- | ---------------- |
| Nordamerikanische Tour           | Gary Mawson       | Ray Carver       | Gerry Converry   | Dan Olson        |
| Australische Tour                | Steve McArthur    |                  |                  |                  |
| Ozeanische Meisterschaft         | Warren Parry      |                  |                  |                  |
| Japanischer Qualifier            | Akihiro Nagakawa  |                  |                  |                  |
| Finnischer Qualifier             | Marko Kantele     |                  |                  |                  |
| Dänische Qualifikationsserie     | Per Laursen       |                  |                  |                  |
| Chinesischer Qualifier           | Shi Yongsheng     |                  |                  |                  |
| Philippinischer Qualifier        | Rizal Barellano   |                  |                  |                  |
| Neuseeländische Meisterschaft    | Alan Bolton       |                  |                  |                  |
| Südafrikanische Meisterschaft    | Charles Losper    |                  |                  |                  |
| Südamerika-und-Karibik-Qualifier | Anthony Forde     |                  |                  |                  |
| Indische Meisterschaften         | Ashfaque Sayed    |                  |                  |                  |
| Sieger der GDC-Tour              | Mensur Suljović   |                  |                  |                  |
| DDF Order of Merit               | Toon Greebe       | Leroy Kwadijk    |                  |                  |
| Osteuropäischer Qualifier        | Miloslav Navrátil |                  |                  |                  |

 Erwin Extercatte erhielt eine Wildcard vom niederländischen Privatsender SBS 6.  Michael Rosenauer erhielt eine Wildcard des deutschen Privatsenders DSF.

## Statistiken

### Sieger und Finalisten nach Nationalität
Die Qualifikationsturniere zur Weltmeisterschaft sind hier nicht eingerechnet. Die Anzahl der Finale stehen in Klammern.
| Turnierart           | ENG     | CAN   | NED   | NIR   | USA   |
| -------------------- | ------- | ----- | ----- | ----- | ----- |
| Majorturnier         | 5 (12)  | 0     | 4 (6) | 0     | 0     |
| Players Championship | 13 (31) | 1 (1) | 6 (8) | 0     | 0     |
| UK Open Qualifiers   | 6 (12)  | 0     | 2 (4) | 0     | 0     |
| Sonstige             | 4 (6)   | 1 (1) | 1 (3) | 0 (1) | 0 (1) |

### Errungenschaften

#### Persönliche Errungenschaften
- Erster PDC-Weltmeistertitel: Raymond van Barneveld
- Erstes PDC-Weltmeisterschaftsfinale: Raymond van Barneveld
- Erster Majorsieg: James Wade
- Erstes Majorfinale: Vincent van der Voort, Andy Hamilton

- Erster PDC-Titel: Andy Hamilton, Jelle Klaasen, Lionel Sams

- Erstes PDC-Finale: Vincent van der Voort, Andy Hamilton, Mervyn King, Jelle Klaasen, Lionel Sams, Kevin McDine, Ray Farrell

#### Nationale Errungenschaften
- Erster PDC-Weltmeistertitel:  Niederlande
- Erstes PDC-Weltmeisterschaftsfinale:  Niederlande
- Erster PDC-Weltmeisterschaftsqualifikant:  Tschechien,  Indien,  Philippinen
- Erster PDC-Finalist:  Nordirland

### Majorturniere
| Spieler               | Siege | Finalniederlagen |
| --------------------- | ----- | ---------------- |
| Raymond van Barneveld | 4     | 1                |
| Phil Taylor           | 3     | 1                |
| James Wade            | 2     | 0                |
| Terry Jenkins         | 0     | 4                |
| Andy Hamilton         | 0     | 1                |
| Peter Manley          | 0     | 1                |
| Vincent van der Voort | 0     | 1                |

### Players Championship
| Spieler               | Siege | Finalniederlagen |
| --------------------- | ----- | ---------------- |
| Raymond van Barneveld | 4     | 1                |
| Phil Taylor           | 4     | 0                |
| Terry Jenkins         | 2     | 1                |
| Wayne Mardle          | 2     | 0                |
| Ronnie Baxter         | 1     | 1                |
| Andy Hamilton         | 1     | 0                |
| Jelle Klaasen         | 1     | 0                |
| Peter Manley          | 1     | 0                |
| Denis Ovens           | 1     | 0                |
| John Part             | 1     | 0                |
| Roland Scholten       | 1     | 0                |
| Andy Smith            | 1     | 0                |
| James Wade            | 0     | 6                |
| Adrian Lewis          | 0     | 2                |
| Colin Lloyd           | 0     | 2                |
| Chris Mason           | 0     | 2                |
| Mervyn King           | 0     | 1                |
| Wes Newton            | 0     | 1                |
| Colin Osborne         | 0     | 1                |
| Alex Roy              | 0     | 1                |
| Vincent van der Voort | 0     | 1                |

### UK Open Qualifiers
| Spieler               | Siege | Finalniederlagen |
| --------------------- | ----- | ---------------- |
| James Wade            | 3     | 2                |
| Raymond van Barneveld | 2     | 0                |
| Andy Hamilton         | 1     | 0                |
| Dennis Priestley      | 1     | 0                |
| Phil Taylor           | 1     | 0                |
| Ronnie Baxter         | 0     | 1                |
| Kevin McDine          | 0     | 1                |
| Terry Jenkins         | 0     | 1                |
| Wayne Mardle          | 0     | 1                |
| Roland Scholten       | 0     | 1                |

### Sonstige
| Spieler               | Siege | Finalniederlagen |
| --------------------- | ----- | ---------------- |
| Phil Taylor           | 2     | 0                |
| Michael van Gerwen    | 1     | 0                |
| John Part             | 1     | 0                |
| Lionel Sams           | 1     | 0                |
| Mark Walsh            | 1     | 0                |
| Raymond van Barneveld | 0     | 1                |
| Ray Farrell           | 0     | 1                |
| Colin Osborne         | 0     | 1                |
| Denis Ovens           | 0     | 1                |
| Vincent van der Voort | 0     | 1                |
| Darin Young           | 0     | 1                |